# Shanxiahu (köpinghuvudort i Kina, Zhejiang Sheng, lat 29,86, long 120,35)
Shanxiahu (kinesiska: 山下湖镇, 山下湖) är en köpinghuvudort i Kina. Den ligger i provinsen Zhejiang, i den östra delen av landet, omkring 47 kilometer söder om provinshuvudstaden Hangzhou. Antalet invånare är 27 995. Befolkningen består av 1 436 kvinnor och 13 634 män. Barn under 15 år utgör 13,0 %, vuxna 15-64 år 74 %, och äldre över 65 år 11,0 %.
Runt Shanxiahu är det tätbefolkat, med 442 invånare per kvadratkilometer. Närmaste större samhälle är Diankou, 9,3 km norr om Shanxiahu. I omgivningarna runt Shanxiahu växer i huvudsak blandskog.
Genomsnittlig årsnederbörd är 2 020 millimeter. Den regnigaste månaden är juni, med i genomsnitt 365 mm nederbörd, och den torraste är januari, med 79 mm nederbörd.